# Канеяма (Ямагата)
Канеяма (яп. 金山町 Канэяма-мати) — посёлок в Японии, находящийся в уезде Могами префектуры Ямагата. Площадь посёлка составляет 161,79 км², население — 5970 человек (1 августа 2014), плотность населения — 36,90 чел./км².

## Географическое положение
Посёлок расположен на острове Хонсю в префектуре Ямагата региона Тохоку. С ним граничат города Синдзё, Юдзава, посёлок Мамурогава и село Сакегава.

## Население
Население посёлка составляет 5970 человек (1 августа 2014), а плотность — 36,90 чел./км². Изменение численности населения с 1980 по 2005 годы:
| 1980 | 8037 чел. |  |
| 1985 | 7872 чел. |  |
| 1990 | 7886 чел. |  |
| 1995 | 7665 чел. |  |
| 2000 | 7381 чел. |  |
| 2005 | 6949 чел. |  |

## Символика
Деревом посёлка считается Fagus crenata.